# Rutu Modan
Rutu Modan est une auteure israélienne de bandes dessinées née en 1966. Elle a fait connaître cet art dans son pays.

## Biographie
Elle fait ses études à l'École des beaux-arts Bezalel à Jérusalem. Elle y découvre la bande dessinée, notamment grâce à des cours donnés par Art Spiegelman. Quoiqu'à cette époque cet art ne bénéficie de peu notoriété en Israël, elle décide de s'y consacrer. Forte d'une grande liberté d'écriture, elle s'associe à d'autres artistes et s'intéresse à d'autres formes d'art, comme le théâtre, et multiplie ses sources d'inspiration.
Après avoir édité la version israélienne de MAD Magazine avec Yirmi Pinkus (he), né aussi en 1966, qui deviendra un illustrateur, caricaturiste et romancier célèbre, elle crée avec lui le groupe de bande dessinée Actus Tragicus en 1995. Rutu Modan publie avec Yirmi Pinkus des histoires pour la jeunesse et reçoit d'importantes commandes du ministère de l'éducation. Elle est désignée "Jeune artiste de l'année" en 1997, puis reçoit le prix du meilleur livre illustré pour enfants du département de la Jeunesse du musée d'Israël.
Son album La Propriété (2013) établit sa notoriété en France, même si elle avait reçu dès 2011 le "prix France Info de la bande dessinée d'actualité et de reportage" pour Exit Wounds (2007),.
En 2020 paraît Tunnels, traduit de l'hébreu par Rosie Pinhas-Delpuech, chez Actes Sud BD.
De 2019 à 2022, elle est sélectionnée quatre années d'affilée pour le Prix commémoratif Astrid-Lindgren.

## Publications
- Énergies bloquées, Actes Sud, coll. « Actes Sud BD », 2005, traduction de Rosie Pinhas-Delpuech.
- Exit Wounds, Actes Sud, coll. « Actes Sud BD », 2007, traduction de Rosie Pinhas-Delpuech.
- My Hidden Mental Disorders, B.ü.l.B. Comix, coll. « 2[w] », set W, t. 1, 2010.
- La Propriété, Actes Sud, coll. « Actes Sud BD », 2013, traduction de Rosie Pinhas-Delpuech.
- Nina chez la reine d'Angleterre, Actes Sud, coll. « Actes Sud Junior », 2013, traduction de Rosie Pinhas-Delpuech.
- Tunnels, traduction de Rosie Pinhas-Delpuech, Actes Sud BD, 2021  (ISBN 978-2330143923) - Sélection officielle du Festival d'Angoulême 2022

## Prix et distinctions
- 2007 : Prix Micheluzzi du meilleur roman graphique étranger pour Exit Wounds
- 2008 : 
  - Prix Eisner du meilleur album pour Exit Wounds
  - Prix France Info de la bande dessinée d'actualité et de reportage pour Exit Wounds[6]
  - « Essentiel » d'Angoulême pour Exit Wounds
- 2014 : 
  - Prix Eisner du meilleur album pour La Propriété
  - Prix spécial du jury du Festival d'Angoulême pour La Propriété
  - Prix Haxtur de la meilleure histoire longue pour La Propriété
- 2016 :
  - Prix Urhunden du meilleur album étranger pour La Propriété

Pour l'ensemble de son œuvre
- Sélection pour le Prix commémoratif Astrid-Lindgren de 2019 à 2022[5] (durant quatre années d'affilée)

- 2023 : Grand prix Töpffer[7],[8]

## Expositions
- 2019 : Rutu Modan - un théâtre tragi-comique à l'Hôtel Saint-Simon pour le Festival d'Angoulême.